# Okręg Ukraiński Wojsk Pogranicznych NKWD
Okręg Ukraiński Wojsk Pogranicznych NKWD – jeden z okręgów Wojsk Pogranicznych Ludowego Komisariatu Spraw Wewnętrznych ZSRR (NKWD).

## Skład
- 20 Oddział Pograniczny NKWD
- 22 Oddział Pograniczny NKWD
- 90 Oddział Pograniczny NKWD
- 91 Oddział Pograniczny NKWD
- 92 Oddział Pograniczny NKWD – Medyka, potem Przemyśl
- 93 Oddział Pograniczny NKWD – Sanok (Olchowce), Lesko
- 94 Oddział Pograniczny NKWD
- 95 Oddział Pograniczny NKWD
- 97 Oddział Pograniczny NKWD
- 98 Oddział Pograniczny NKWD
- Szkoła Podoficerska Wojsk Pogranicznych NKWD w Wysocku.

## Literatura
- T. Bereza, P. Chmielowiec, J. Grechuta - "W cieniu Linii Mołotowa", Rzeszów 2002, ISBN 83-89078-17-1.